# Mil siluetas
Mil siluetas es el primer álbum del grupo musical español La Unión. Fue editado en 1984 por WEA Records (actualmente Warner Music Group).
Del álbum se extrajeron sencillos y/o maxisencillos de las canciones Lobo hombre en París, Sildavia y Cabaret.

## Lista de canciones
Todas las canciones compuestas por Rafa Sánchez, Mario Martínez, Iñigo Zabala y Luis Bolín.
1. Sildavia - 4:53
2. Eclipse Total - 3:12
3. Sangre entre tú y yo - 3:04
4. Cabaret - 2:54
5. Mil Siluetas - 4:26
6. Lobo-hombre en París - 3:56
7. Todos los gatos son pardos - 2:50
8. Mujer cosmopolita - 3:03
9. Voracidad - 3:04
10. La niebla - 5:23

## Intérpretes
- Rafa Sánchez: Voz
- Luis Bolín: Bajo
- Iñigo Zabala: Teclados
- Mario Martínez: Guitarra
- Arturo Terriza: Batería
- Producido por Nacho Cano (Mecano) y Rafael Abitbol.

- Datos: Q6016215